# Елізево
Елізево (пол. Elizewo) — село в Польщі, у гміні Кциня Накельського повіту Куявсько-Поморського воєводства. Населення — 74 особи (2011).
У 1975—1998 роках село належало до Бидгощського воєводства.

## Демографія
Демографічна структура станом на 31 березня 2011 року:
|          | Загалом | Допрацездатний вік | Працездатний вік | Постпрацездатний вік |
| -------- | ------- | ------------------ | ---------------- | -------------------- |
| Чоловіки | 39      | 14                 | 21               | 4                    |
| Жінки    | 35      | 7                  | 20               | 8                    |
| Разом    | 74      | 21                 | 41               | 12                   |